# Lista subiectelor legate de Imperiul Bizantin
Aceasta este o listă în ordine alfabetică cu articole despre Imperiul Bizantin. Lista nu include și conducătorii imperiului, aceștia apar în Lista împăraților bizantini.
- Al Doilea Asediu Arab al Constantinopolului (717-718)
- A treia Romă
- Aristocrația și birocrația bizantină
- Armata bizantină
- Armata romană
- Arta bizantină
- Arhitectura bizantină
- Bătăliile Imperiului Bizantin
  - Bătălia de la Porțile lui Traian
  - Bătălia de la Manzikert
  - Bătălia de la Mu'tah
  - Bătălia de la Yarmuk
- Bizanț după Bizanț
- Calendarul Bisericii Ortodoxe Răsăritene
- Căderea Constantinopolului
- Constantinopol
- Despotatul Epirului
- Despotatul Moreii
- Despotatul de Thessalonik
- Dinastia Comnen
- Dinastia Paleolog
- Dinastia Teodosiană
- Era bizantină
- Folosirea peiorativă a cuvântului bizantin
- Imperiul Roman de Apus
- Imperiul Roman
- Iacob Paleologul
- Iconoclasm
- Istoria Greciei
- Istoria Balcanilor
- Istoria Europei
- Istoria Orientului Mijlociu
- Imperiul Latin de Constantinopol
- Imperiul de la Niceea
- Imperiul din Trapezunt
- Listă de conducători din perioada Papalității bizantine
- Lista împăraților romani
- Lista împăraților bizantini
- Marina bizantină
- Mijloacele de plată bizantine
  - Hyperpyron
  - Nomisma
  - Solidus
- Muzica bizantină
- Papalitatea bizantină
- Războaiele Imperiului Bizantin
  - Al Doilea Asediu Arab al Constantinopolului (717-718)
  - Primul Asediu Arab al Constantinopolului (674-678)
  - Războaiele bizantino-arabe
  - Războaiele bizantino-sasanide
- Suda
- Themă (Imperiul Bizantin)
- Torna, torna, fratre!